# 黃哲明
黃哲明（1972年6月12日—），台灣足球教練、退役男子足球運動員，阿美族，司職中鋒，現時擔任台灣企業甲級足球聯賽球隊台電足球隊主教練。球員生涯長期效力台電隊，曾在1994年效力飛駝足球隊時贏得冠軍，且又在同年度全國男子甲組足球聯賽與吳國明同樣攻進12球，並入選該年度明星隊箭頭。

## 生平
黃哲明國中就讀鳳山五甲國中即獲教練莊俊勛訓練成長，高中就讀於台南高農又獲教練楊清財培訓，就讀南農期間便入選中華台北青年隊，他於1990年自南農畢業後便加入了台灣足壇勁旅台電足球隊，隔年獲選為中華台北U-23男子足球代表隊及中華台北足球代表隊。
1992年夏季奧林匹克運動會足球比賽亞洲區F組預賽，黃哲明客場對陣印尼時頭球破門，比賽終場以1:2告負；回到主場黃哲明上演帽子戲法，助中華台北3:1獲勝，預賽結果中華台北主、客場6戰成績為1勝1和4負，總計攻入5球，排名墊底無緣晉級。同年7月，黃哲明為台電隊在全國足協杯社男甲組取得4勝1負，惟因勝負關係該屆冠軍是同樣取得4勝1負的大同足球隊，台電隊獲得亞軍。同年12月，全國中正杯社男甲組總決賽台電隊與陸光隊進入點球大戰，終場陸光隊3:2台電隊，台電隊獲得亞軍。
1993年至1994年間因服義務役而加入聯勤總部飛駝足球隊，並在1994年攻進8球，為聯賽第二多進球，替飛駝贏得了第十一屆全國力霸甲組足球聯賽冠軍，且又在同年度全國男子甲組足球聯賽與吳國明同樣攻進12球，並入選該年度明星隊箭頭，隨後於1994年底回歸台電隊直到退役。效力台電期間，他於1996第十三屆全國甲組足球聯賽攻進4球為台電贏得冠軍，自此開始台電隊則在全國聯賽十連霸冠軍。
國際賽方面，他於2004年德國世界盃亞洲區會外賽最後一輪對巴勒斯坦一役後引退，此外也曾代表中華隊參加五人制足球賽
2022年長期執教台電的時任總教練陳貴人請辭後，2023年便由黃哲明擔任總教練一職。